# جزيرة رون

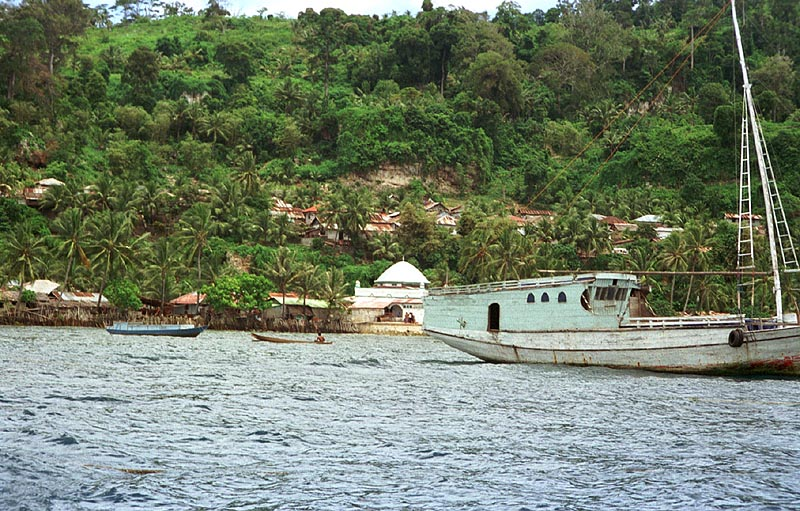
منظر لساحل الجزيرة

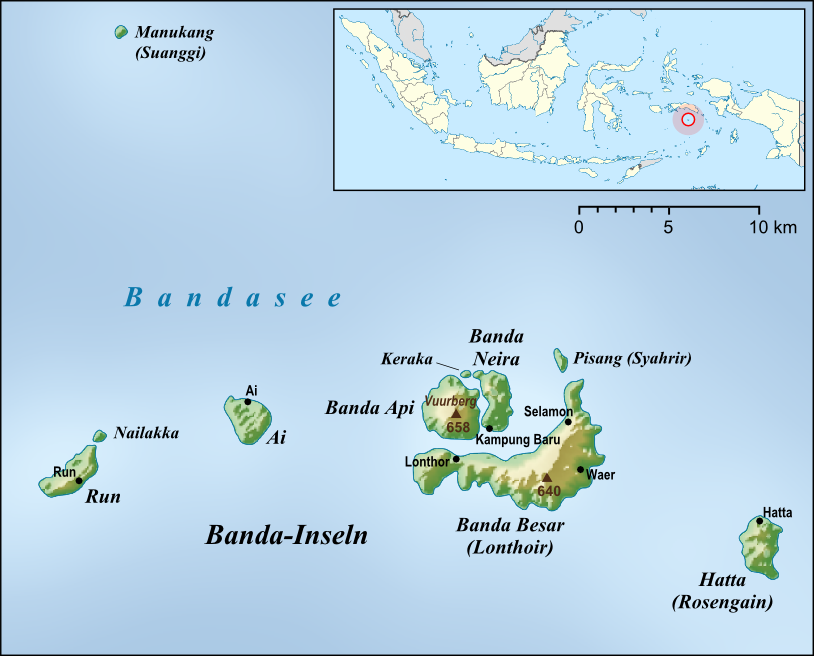
اموقع الجزيرة ضمن أرخبيل باندا

جزيرة رون هي واحدة من أصغر جزر جزر باندا، والتي تشكل جزء من جزر الملوك في إندونيسيا. يبلغ طولها حوالي 3 كم وأقل من 1 كم عرضاً.
في القرن السابع عشر، كانت الجزيرة ذات أهمية اقتصادية كبيرة، ونظراً لكونها مصدراً البهارات والتوابل وجوزة الطيب التي يتم الحصول عليها من شجرة جوزة الطيب (Myristica fragans)، والتي كانت لا توجد إلا فقط في جزر باندا. وصل بحارة شركة الهند الشرقية الإنكليزية الجزيرة في عام 1603 وطوروا علاقات جيدة مع السكان.
في 25 ديسمبر 1616، وصل الكابتن ناثانيل كورثوب للجزيرة ليتصدى لإدعاءات شركة الهند الشرقية الهولندية، فتم توقيع عقد مع سكان قبول حكم جيمس الأول ملك إنجلترا على الجزيرة. نتيجة لذلك، تعتبر جزيرة رون أول مستعمرة إنجليزية عبر البحار. بعد أربع سنوات من الحصار من قبل الهولنديين توفي ناثانيل كورثوب في هجوم في عام 1620، وغادر الإنكليز وحلفائهم المحليين من دون صراع.
وفقا لمعاهدة وستمنستر (1654) تم إنهاء الحرب الأنجلو-هولندية الأولى والتي استمرت من 1652-1654، وحسب المعاهدة تعود جزيرة رون إلى إنكلترا لكن المحاولة الأولى في 1660 قد فشلت بسبب القيود الرسمية من جانب الهولندي، وكذلك الثانية في عام 1665 حيث تم طرد التجار الإنجليز في نفس العام، ووقام الهولنديون بتدمير أشجار جوزة الطيب.
بعد الحرب الأنجلو-هولندية الثانية من 1665-1667، وافقت إنجلترا والمقاطعات المتحدة الهولندية في معاهدة بريدا على ما يلي:
- الإنكليز يبقون في جزيرة مانهاتن، حيث أن دوق يورك (والذي صار لاحقاً جيمس الثاني، وهو شقيق شارلز الثاني)، قد احتلتها عام 1664،
- إعادة تسمية المدينة في تلك الجزيرة من نيو أمستردام إلى نيويورك
- تخلي عن جزيرة رون وعودتها رسمياً إلى هولندا.

تم إنهاء الاحتكار الهولندي على جوزة الطيب ونقل شجرة جوزة الطيب لسيلان وغرينادا وسنغافورة وغيرها من المستعمرات البريطانية في عام 1817 بعد الاستيلاء على الجزيرة الرئيسية (جزيرة باندا الكبرى) في عام 1810 من قبل الكابتن كول، مما أدى إلى انخفاض التفوق الهولندي في تجارة التوابل. ومع ذلك لا تزال أشجار جوزة الطيب مهمة في جزر باندا.